# Équipe du Pérou de football à la Copa América 1999
Cet article relate le parcours de l'équipe du Pérou lors de la Copa América 1999 qui se tient au Paraguay du 29 juin au 18 juillet 1999. Elle se rend à la compétition en tant que 4e de la Copa América 1997.
Les Péruviens terminent à la deuxième place du groupe A puis perdent en quarts de finale contre le Mexique après une séance de tirs au but.

## Résultats

### Premier tour
| Classement final |          |     |   |   |   |   |    |    |      |
|                  | Équipe   | Pts | J | G | N | P | BP | BC | Diff |
| 1                | Paraguay | 7   | 3 | 2 | 1 | 0 | 5  | 0  | +5   |
| 2                | Pérou    | 6   | 3 | 2 | 0 | 1 | 4  | 3  | +1   |
| 3                | Bolivie  | 2   | 3 | 0 | 2 | 1 | 1  | 2  | -1   |
| 4                | Japon    | 1   | 3 | 0 | 1 | 2 | 3  | 8  | -5   |

| 29 juin   | Pérou    | 3 | 2 | Japon   |
| 2 juillet | Pérou    | 1 | 0 | Bolivie |
| 5 juillet | Paraguay | 1 | 0 | Pérou   |

| 29 juin 1999 | Pérou                           | 3 – 2   | Japon                | Estadio Defensores del Chaco (Asuncion)       |                                               |
|              | Jor. Soto 70e · Holsen 74e, 81e | (1 - 0) | 6e Lopes · 77e Miura | Spectateurs : 45 000 Arbitrage : Byron Moreno | Spectateurs : 45 000 Arbitrage : Byron Moreno |

| 2 juillet 1999 | Pérou                   | 1 – 0   | Bolivie | Estadio Defensores del Chaco (Asuncion)         |                                                 |
|                | Zúñiga 87e · Zúñiga 90e | (0 - 0) |         | Spectateurs : 30 000 Arbitrage : Luis Solórzano | Spectateurs : 30 000 Arbitrage : Luis Solórzano |

| 5 juillet 1999 | Paraguay       | 1 – 0   | Pérou | Monumental Río Parapití (Pedro Juan Caballero) |                                             |
|                | Santa Cruz 88e | (0 - 0) |       | Spectateurs : 20 000 Arbitrage : Óscar Ruiz    | Spectateurs : 20 000 Arbitrage : Óscar Ruiz |

### Quart de finale
| 10 juillet 1999 | Mexique                                 | 3 – 3 a.p. | Pérou                                 | Estadio Defensores del Chaco (Asuncion)                   |                                                           |
| | Hernández 28e, 33e (pen.) · Torrado 87e | (2 - 3) | 6e Palacios · 15e Pereda · 40e Solano | Spectateurs : 45 000 Arbitrage : Wilson de Souza Mendonça | Spectateurs : 45 000 Arbitrage : Wilson de Souza Mendonça |
| · Suárez · Terrazas · García · Zepeda | Tirs au but 4 - 2                       | · Solano · Jorge Soto · José Soto · Reynoso · |                                       | Spectateurs : 45 000 Arbitrage : Wilson de Souza Mendonça | Spectateurs : 45 000 Arbitrage : Wilson de Souza Mendonça |
| Campos - Ramírez, Márquez, Suárez, Sánchez ( 68e García) - Torrado, Carmona, García Aspe ( 47e Osorno), Zepeda - Hernández, Palencia ( 88e Terrazas) | Équipes                                 | Ibáñez - Jos. Soto, Reynoso, Rebosio, Jor. Soto - Jayo, Pereda, Solano, Palacios ( 25e Zúñiga ( 66e Ciurlizza)) - Holsen, Maestri ( 79e Pizarro) |                                       | Spectateurs : 45 000 Arbitrage : Wilson de Souza Mendonça | Spectateurs : 45 000 Arbitrage : Wilson de Souza Mendonça |

## Effectif
Source : www.rsssf.com.
- NB : Les âges sont calculés au début de la compétition, le 29 juin 1999.

## Navigation